# ボグダン・スタンク
ボグダン・ソリン・スタンク（Bogdan Sorin Stancu ,1987年6月28日- ）は、ルーマニア・ピテシュティ出身の元サッカー選手、元ルーマニア代表。現役時代のポジションはセンターフォワードだが、セカンドトップや左ウイングも務める。地元のFCアルジェシュ・ピテシュティで選手生活を開始し、また、この間に期限付き移籍でCSダチア・ミオヴェニにも在籍した。2006年夏に長年過ごしたアルジェシュを去った後は、FCウニレア・ウルジチェニでの2シーズンを経て、2008年夏にFCステアウア・ブカレストと契約し、チーム最多の11得点で最初のシーズンを終了した。2010-11シーズンに公式戦で27試合16得点と活躍したことで、500万ユーロでガラタサライに引き抜かれる。だが、ガラタサライではインパクトを残せず、オルドゥスポルへ期限付き移籍を経て完全移籍をし、オルドゥスポル降格後はゲンチレルビルリィSKへ移籍した。

## 経歴

### クラブ

#### アルジェシュ・ピテシュティ
1998年にFCアルジェシュ・ピテシュティのトライアルに参加した際に下部組織の監督の目に留まり、そのまま入団をする。2001年14歳の時に父が心不全で亡くなったショックで数ヶ月サッカーから離れていた。2005年にソリン・カルトゥ監督によってトップチームに引き上げられると、期限付き移籍でディヴィジアBのCSダチア・ミオヴェニに在籍し、12試合3得点を記録した後、アルジェシュに復帰し、昨季王者FCステアウア・ブカレスト戦で19歳の時にディヴィジアA (1部)初出場を飾った。
2006年夏にカルトゥ監督からジュゼッペ・ジャンニーニ監督が就任すると、それから2週間後に構想外で放出されることになり、アルジェシュのトップチームでは7試合の出場に終わった。プレシーズンは、かつて所属したミオヴェニで過ごし、試合にも出場していたが、最終的にFCウニレア・ウルジチェニと契約した。

#### ステアウア・ブカレスト
2008年5月7日に移籍金100万ユーロで名門FCステアウア・ブカレストと5年契約で合意する。
2008-09シーズン
2008年6月30日にNKマリボルとの親善試合で初出場及び初得点を挙げ、7月26日にASローマとの親善試合 (3-1)でも得点する。リーグの方では、8月23日のFCグロリア・プログレスル・ビストリツァ戦での2得点を含め、開幕から5試合で4得点を挙げ、冬季中断中の親善試合においても4得点を挙げると、再開初戦のFCヴァスルイ戦でも得点し、最終的にパンテリス・カペタノスと共にチーム最多の11得点を記録した。2009年3月14日のFCポリテフニカ・ヤシ戦 (1-0)では決勝点を挙げている。
2009-10シーズン
2009-10シーズンの公式戦初試合となった2009年7月16日のUEFAヨーロッパリーグ 2009-10でのウーイペシュトFC戦 (2-0)において、早速シーズン初得点を挙げる。続くマザーウェルFCとの第1戦 (3-0)でラファウ・グジェラクのドリブル突破からのパス1得点を挙げると、8月6日の第2戦 (3-1)では、1点を追いかける中、相手選手に倒されてペナルティーキックを獲得、その後、30ヤードの距離から逆転ゴールを挙げ、更にグジェラクのドリブル突破からのパスを決めるなど、全得点に絡む活躍を見せ、プレーオフ進出に貢献した。それらの活躍はルーマニア代表に招集される程であり、負傷によって一時離脱こそしたものの、2週間後のセント・パトリックス・アスレティックFC戦でも2得点を挙げ、ヨーロッパリーグの舞台でチーム最多となる9試合6得点を記録した。
2010-11シーズン
まず、プレシーズンで6試合5得点を挙げると、7月25日に敵地での開幕戦のFCウニヴェルシタテア・クルジュ戦 (2-1)で決勝点、次のFCウニヴェルシタテア・クラヨーヴァ戦 (2-1)で同点ゴール、FCヴィクトリア・ブラネシュティ戦 (2-1)で2得点を挙げるなど好調なスタートを切っており、その後もUEFAヨーロッパリーグ 2010-11初戦のグラスホッパー・クラブ・チューリッヒ戦 (1-0)、リーグ第5節のFCヴァスルイ戦 (3-0)で得点を重ね、第10節のFCスポルトゥル・ストゥデンツェスク・ブカレスト戦 (4-2)で再び2得点を挙げた。次のFCディナモ・ブカレスト戦 (2-1)で1得点、更にその次のCSパンドゥリイ・トゥルグ・ジウ戦 (2-0)で2得点と2試合で3得点とした。その後、ヨーロッパリーグ第4試合目のFCユトレヒト戦 (3-1)で2得点、リーグ第17節のCFRクルジュ戦 (2-2)でも2得点、次のFCウニヴェルシタテア・クルジュ (3-0)で1得点を挙げ、リーグ戦18試合で13得点とし、シーズン前半戦を終えた。

#### ガラタサライ
2011年1月21日に移籍金520万ユーロでスュペル・リグのガラタサライSKへ4年半契約で移籍する。テュルキエ・クパスのガズィアンテプスポル戦 (2-3)での長距離シュートによる初得点を挙げた。ガラタサライでは、リーガ1時代と違って苦戦し、同郷のゲオルゲ・ハジ監督就任以降も好転せず、エスキシェヒルスポル戦 (4-2)、カスムパシャSK戦で挙げたのみにとどまり、リーグ戦出場14試合中で先発を12試合任されたにもかかわらず、僅か2得点に終わった。

#### オルドゥスポル
2010-11シーズンを失望の結果で終えた後、ファティフ・テリム監督は翌2011-12シーズンのレギュラーにミラン・バロシュとヨハン・エルマンデルに据えたことで構想外となり、2011年8月23日にオルドゥスポルへ1シーズンの期限付き移籍に出される。最初の7試合で4得点とガラタサライ時代とは打って変わって躍動し、2011年1月最終週のエスキシェヒルスポル戦で見せたパフォーマンスにGazete Futbolによる週間最優秀選手に選出された。その後も2月1日のMKEアンカラギュジュ戦、12日のアンタルヤスポル戦、3月19日のベシクタシュJK戦で得点し、17日のスィヴァススポル戦ではハビートの得点をアシストした。
2011-12シーズンに32試合10得点を記録した後、ガラタサライに復帰することは叶わなかったが、2012年7月2日に移籍金250万ユーロ、年俸120万ユーロの4年契約でオルドゥスポルへ完全移籍を果たした。

#### ゲンチレルビルリィ
2013年7月25日にゲンチレルビルリィSKと3年契約を締結する。8月23日のアクヒサル・ベレディイェスポル戦 (3-0)で初得点を挙げて以降、前半戦において古巣ガラタサライ戦を含め7得点を記録した。

### 代表
U-21ルーマニア代表として2006年から2009年まで15試合5得点を記録する。2009年8月にハンガリー戦へ向け、ラズヴァン・ルチェスク監督によってA代表に招集される。同試合は負傷で辞退したが、2010年9月3日にUEFA EURO 2012予選のアルバニア戦でダニエル・ニクラエとの交代で64分から初出場を飾ると、16分後に代表初得点も記録した。2012年2月9日のウルグアイ戦において、頭で代表2得点目を挙げた。

## 個人成績

### クラブでの出場記録
出典:
| クラブ                    | シーズン         | 国内リーグ       | 国内リーグ | 国内リーグ | 国内カップ | 国内カップ | 欧州カップ | 欧州カップ | 合計 | 合計 |
| クラブ                    | シーズン         | 所属リーグ       | 出場       | 得点       | 出場       | 得点       | 出場       | 得点       | 出場 | 得点 |
| ------------------------- | ---------------- | ---------------- | ---------- | ---------- | ---------- | ---------- | ---------- | ---------- | ---- | ---- |
| ダチア・ミオヴェニ (loan) | 2005-06          | ディヴィジアB    | 12         | 3          |            |            | -          | -          | 12   | 3    |
| ダチア・ミオヴェニ (loan) | 合計             | 合計             | 12         | 3          |            |            | -          | -          | 12   | 3    |
| アルジェシュ              | 2005-06          | ディヴィジアA    | 7          | 0          |            |            | -          | -          | 7    | 0    |
| アルジェシュ              | 合計             | 合計             | 7          | 0          |            |            | -          | -          | 7    | 0    |
| ウニレア・ウルジチェニ    | 2006-07          | リーガ1          | 26         | 5          |            |            | -          | -          | 26   | 5    |
| ウニレア・ウルジチェニ    | 2007-08          | リーガ1          | 29         | 6          |            |            | -          | -          | 29   | 6    |
| ウニレア・ウルジチェニ    | 合計             | 合計             | 55         | 11         |            |            | -          | -          | 55   | 11   |
| ステアウア・ブカレスト    | 2008-09          | リーガ1          | 29         | 11         |            |            | 5          | 0          | 34   | 11   |
| ステアウア・ブカレスト    | 2009-10          | リーガ1          | 25         | 8          |            |            | 9          | 6          | 34   | 14   |
| ステアウア・ブカレスト    | 2010-11          | リーガ1          | 18         | 13         | 1          | 0          | 8          | 3          | 27   | 16   |
| ステアウア・ブカレスト    | 合計             | 合計             | 72         | 32         | 1          | 0          | 22         | 9          | 95   | 41   |
| ガラタサライ              | 2010-11          | スュペル・リグ   | 14         | 2          | 2          | 1          | 0          | 0          | 16   | 3    |
| ガラタサライ              | 合計             | 合計             | 14         | 2          | 2          | 1          | 0          | 0          | 16   | 3    |
| オルドゥスポル            | 2011-12          | スュペル・リグ   | 31         | 10         | 2          | 0          | -          | -          | 33   | 10   |
| オルドゥスポル            | 2012-13          | スュペル・リグ   | 30         | 10         | 3          | 1          | -          | -          | 33   | 11   |
| オルドゥスポル            | 合計             | 合計             | 61         | 20         | 5          | 1          | -          | -          | 66   | 21   |
| ゲンチレルビルリィ        | 2013-14          | スュペル・リグ   | 28         | 13         | 0          | 0          | -          | -          | 28   | 13   |
| ゲンチレルビルリィ        | 2014-15          | スュペル・リグ   | 22         | 9          | 3          | 1          | -          | -          | 25   | 10   |
| ゲンチレルビルリィ        | 合計             | 合計             | 50         | 22         | 3          | 1          | -          | -          | 53   | 23   |
| キャリア通算成績          | キャリア通算成績 | キャリア通算成績 | 271        | 90         | 11         | 3          | 19         | 9          | 301  | 102  |

### 代表での成績
出典:
| ルーマニア代表 | ルーマニア代表 | ルーマニア代表 |
| 年             | 出場           | 得点           |
| -------------- | -------------- | -------------- |
| 2010           | 5              | 1              |
| 2011           | 8              | 0              |
| 2012           | 5              | 1              |
| 2013           | 11             | 4              |
| 2014           | 4              | 2              |
| 2015           | 4              | 1              |
| 2016           | 12             | 3              |
| 2017           | 2              | 2              |
| Total          | 51             | 14             |

#### 代表での得点
出典:
| #   | 開催日         | 開催地               | 対戦国         | スコア | 結果 | 大会                        |
| --- | -------------- | -------------------- | -------------- | ------ | ---- | --------------------------- |
| 1.  | 2010年9月3日   | ピアトラ・ネアムツ   | アルバニア     | 1-0    | 1-0  | UEFA EURO 2012予選          |
| 2.  | 2012年2月29日  | ブカレスト           | ウルグアイ     | 1-1    | 1-1  | 親善試合                    |
| 3.  | 2013年2月6日   | マラガ               | オーストラリア | 2-2    | 2-3  | 親善試合                    |
| 4.  | 2013年8月14日  | ブカレスト           | スロバキア     | 1-0    | 1-1  | 親善試合                    |
| 5.  | 2013年10月11日 | アンドラ・ラ・ベリャ | アンドラ       | 0-2    | 0-4  | 2014 FIFAワールドカップ予選 |
| 6.  | 2013年11月15日 | ピレウス             | ギリシャ       | 1-1    | 3-1  | 2014 FIFAワールドカップ予選 |
| 7.  | 2014年10月14日 | ヘルシンキ           | フィンランド   | 0-1    | 0-2  | UEFA EURO 2016予選          |
| 8.  | 2014年10月14日 | ヘルシンキ           | フィンランド   | 0-2    | 0-2  | UEFA EURO 2016予選          |
| 9.  | 2015年11月17日 | ボローニャ           | イタリア       | 0-1    | 2-2  | 親善試合                    |
| 10. | 2016年6月10日  | サン＝ドニ           | フランス       | 1-1    | 2-1  | UEFA EURO 2016              |
| 11. | 2016年6月15日  | パリ                 | スイス         | 1-1    | 1-1  | UEFA EURO 2016              |
| 12. | 2016年10月8日  | エレバン             | アルメニア     | 0-1    | 0-5  | 2018 FIFAワールドカップ予選 |
| 13. | 2017年6月10日  | ワルシャワ           | ポーランド     | 3-1    | 3-1  | 2018 FIFAワールドカップ予選 |
| 14. | 2017年6月13日  | クルジュ＝ナポカ     | チリ           | 1-2    | 3-2  | 親善試合                    |